# Luxemburg
|  | Aquest article tracta sobre estat europeu. Vegeu-ne altres significats a «Luxemburg (desambiguació)». |

Luxemburg, oficialment conegut com el Gran Ducat de Luxemburg, és una monarquia constitucional hereditària amb sistema parlamentari situada entre Bèlgica (a l'oest), Alemanya (a l'est) i França (al sud). El Gran Duc Enric I n'és el cap d'estat des del mes d'octubre del 2000.
Forma part de la Unió Europea des del 25 de març del 1957. N'és, per tant, un dels membres fundadors. Juntament amb Bèlgica i els Països Baixos constitueix el Benelux.
La seva capital, la ciutat de Luxemburg, és una de les quatre capitals oficials de la Unió Europea (juntament amb Brussel·les, Frankfurt i Estrasburg) i la seu del Tribunal de Justícia de la Unió Europea, la màxima autoritat judicial de la UE.

## Història
Luxemburg és un estat que data els seus inicis cap a l'any 963. La seva història comença amb l'adquisició per part de Sigfrid, duc de les Ardenes, d'un vell fort romà ruïnós que pertanyia a una congregació religiosa. Aquest fort romà tenia el nom de Lucilinburhuc. Així, doncs, el duc de les Ardenes comença la construcció del seu castell, anomenat castell de Luxemburg, al voltant del qual va anar creixent a poc a poc un petit poble anomenat amb el mateix nom.
Així, doncs, aquest territori es manté com un ducat independent de tot altre territori o corona fins a la seva consagració per part de Carles IV de Luxemburg com a ducat pertanyent al Sacre Imperi Romanogermànic l'any 1354.

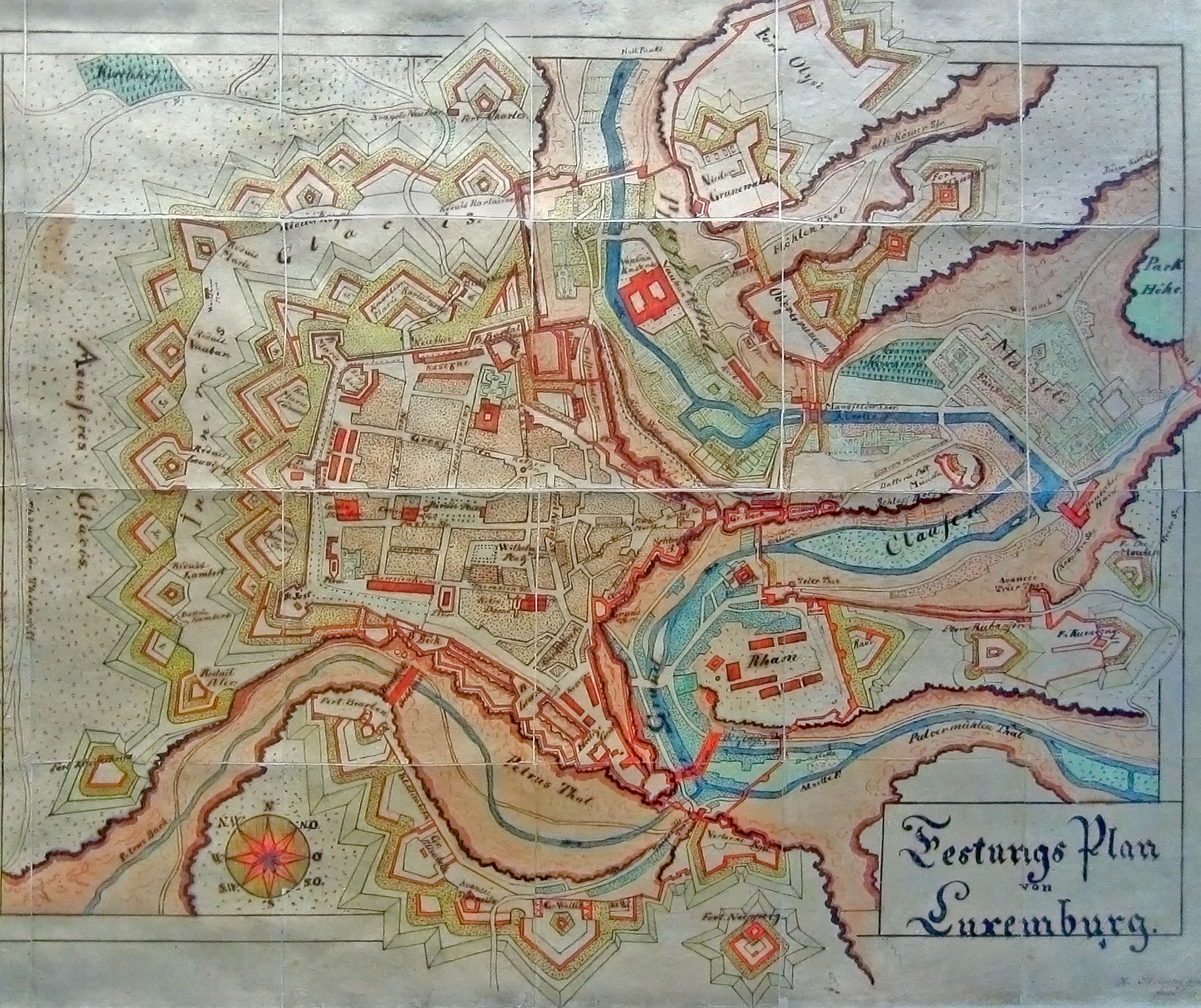
Mapa històric (data desconeguda) de les fortificacions de la ciutat de Luxemburg

L'any 1437 la casa regnant es va quedar sense descendents legals que heretessin la corona. Això va iniciar una sèrie d'ocupacions i invasions de les altres cases reials europees. Els Àustria, els Borbons, els Habsburg, els Hohenzollern, etcètera, van anar ocupant el país successivament, i van anar desenvolupant la regió, i engrandint i fortificant el Castell.
Lluís XIV de França s'annexionà el ducat l'any 1684, la qual cosa desencadenà una guerra que fa tornar el ducat a la casa dels Habsburg el 1697, pel tractat de Rijswijk. Aquesta situació es manté fins a la Revolució Francesa, quan França envaeix el ducat i el transforma en un departament.
Després de la derrota de Napoleó i de les seves aspiracions imperials, al Congrés de Viena de 1815 es va decidir que el petit estat de Luxemburg, ocupat per diverses cases reials europees durant segles, es convertís en el Gran Ducat de Luxemburg, un estat independent dels Països Baixos. Malgrat que encara es trobaria sota la seva tutela, i que el rei neerlandès es mantindria com a Cap d'Estat del ducat.
Aquesta independència teòrica, no significa que també guanyés autonomia respecte als seus veïns més grans i més poderosos. Així doncs, el Gran Ducat va perdre més de la meitat del seu territori durant la Revolució belga contra el poder del Rei holandès de 1830, que durà fins al 1839. La meitat més francòfona, que feia frontera amb Bèlgica, es va quedar annexionada a aquest país
El Gran Ducat va declarar la seva independència l'any 1890 a conseqüència de l'ascens al tron de la reina Guillermina I dels Països Baixos, atès que a Luxemburg hi imperava la llei sàlica. Es decidí instaurar una nova dinastia al Gran Ducat, els Nassau-Weilburg, creant així un estat independent. Va ser una proclamació més teòrica que formal, perquè Luxemburg ja funcionava com un estat independent. La pèrdua de la meitat del territori l'any 1839 va propiciar que aconseguís més gran autonomia. La plena independència i autonomia van ser formalment confirmades l'any 1867.
El mateix any que Luxemburg perdia la meitat del seu territori, va decidir entrar a formar part de la Confederació Germànica, que era l'hereva del mig difunt Sacre Imperi Romanogermànic.
L'any 1842 Luxemburg s'adhereix a la Unió Duanera del Nord d'Alemanya. Malgrat això la situació econòmica és molt crítica. I més de la cinquena part dels habitants del Gran Ducat han d'emigrar. A finals del segle xix el destí preferit per als immigrants luxemburguesos és el continent americà.
El rei holandès va ser cap d'estat del Gran Ducat fins al 1890, any en què la Casa de Nassau-Weilburg va ocupar el tron, gràcies a la llei sàlica, que impedia a l'hereva del tron holandès heretar el Gran Ducat.
Tradicionalment, ha estat un país neutral que s'ha mantingut allunyat de qualsevol tipus de conflicte. El seu escàs territori geogràfic i poca demografia expliquen aquest fet.
Malgrat mantenir-se neutral, va ser ocupada pels alemanys durant la Primera Guerra Mundial, i arrasada pels nazis durant la Segona Guerra Mundial, després d'una vaga general el 1942. Durant els anys de la Segona Guerra Mundial, el govern de Luxemburg va restar a l'exili a Londres. Allà va mantenir valuosos contactes amb els altres governs europeus a l'exili, i va restar obert als consells de Sir Winston Churchill sobre el futur d'Europa. L'any 1944 un petit grup de voluntaris luxemburguesos, entre els quals hom podia trobar el gran duc hereu Joan I de Luxemburg, va participar el desembarcament de Normandia, que va donar pas a la posterior derrota nazi i alliberament dels estats envaïts, entre els quals es trobava el Gran Ducat de Luxemburg.
Va deixar de ser un país neutral en entrar a formar part de l'Aliança Atlàntica l'any 1949, que va donar pas a la posterior OTAN l'any 1950. Va ser un dels primers països d'adherir-se a les Nacions Unides. Luxemburg també va ser un dels 9 països fundadors de la CECA l'any 1957 i de la posterior CEE que va esdevenir l'actual UE. L'any 1999 va entrar a formar part de la Unió Europea Monetària.

## Govern i política

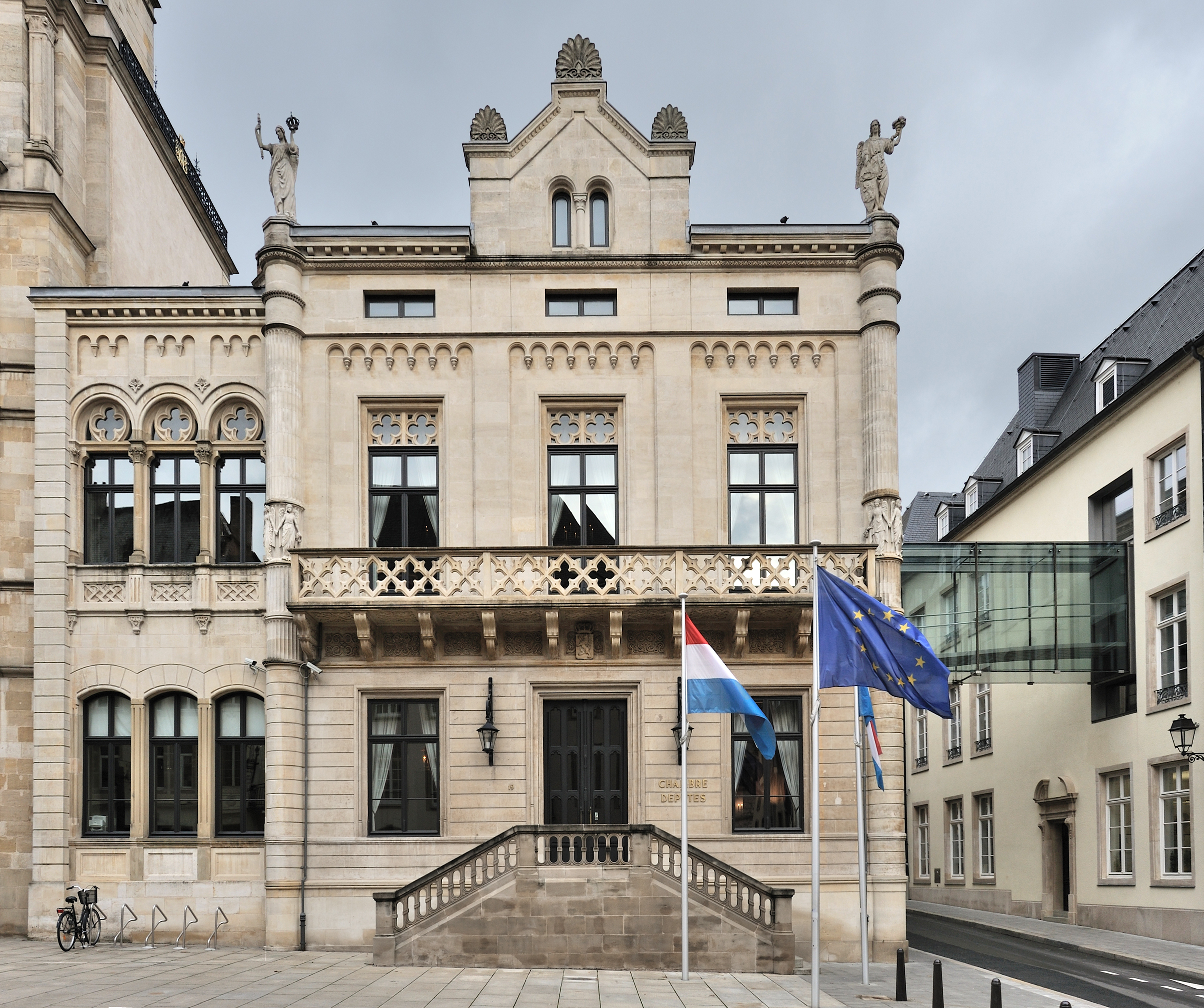
Hôtel de la Chambre, seu de la Cambra dels Diputats de Luxemburg.

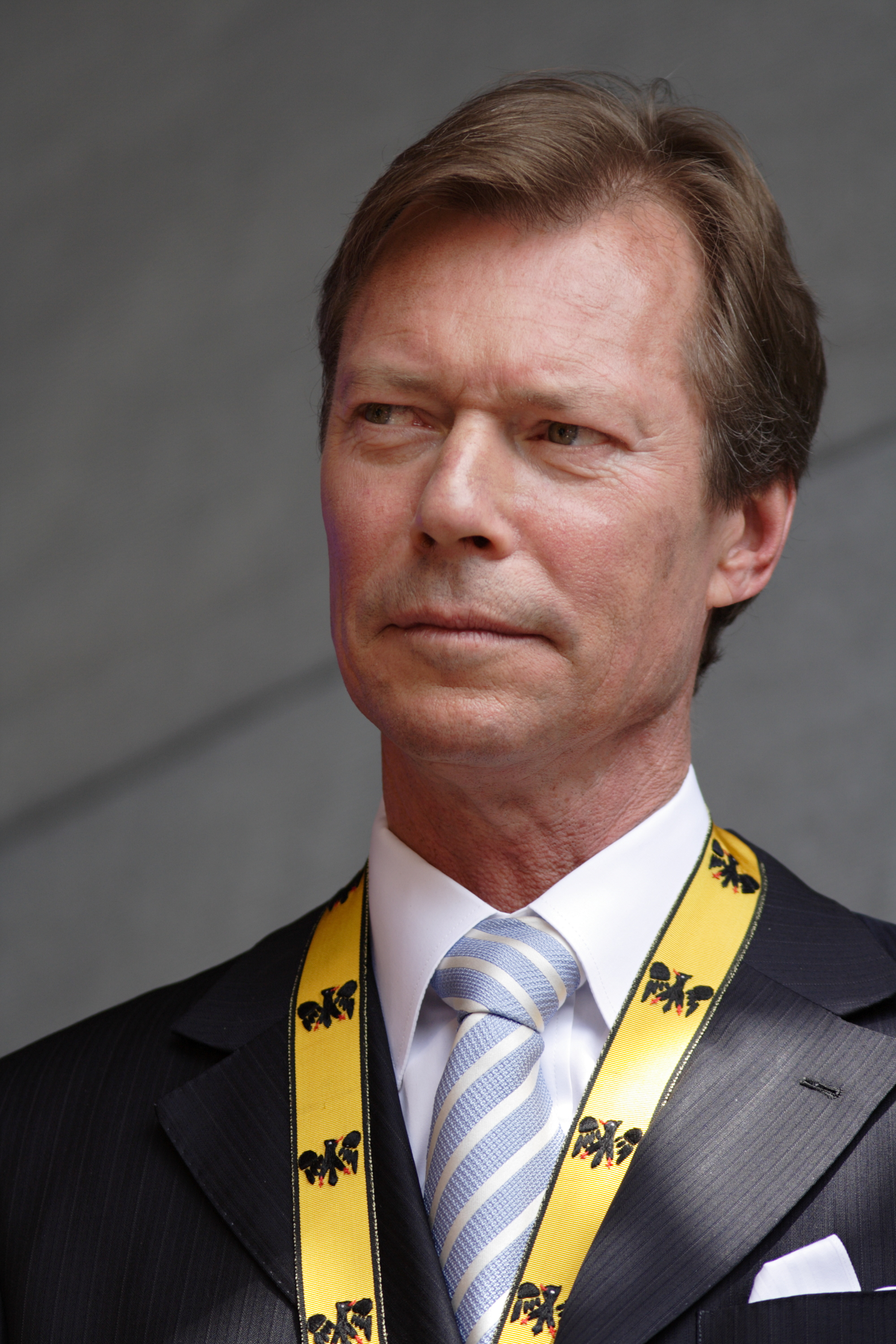
Enric I, Gran Duc de Luxemburg.

El Gran Ducat de Luxemburg és un estat que està constituït en una monarquia parlamentària constitucional i hereditària. Des de la constitució de 1868, els poders executius recauen sobre el Gran Duc i el seu gabinet, que consta de diversos ministres dirigits per un primer ministre. El gran duc té el poder de dissoldre el parlament i convocar eleccions per a escollir-ne un de nou.
El poder legislatiu el té la Cambra dels Diputats (60 escons), escollits per sufragi directe cada cinc anys. Una segona cambra, el Consell d'Estat (Conseil d'État), format per 21 ciutadans corrents designats pel gran duc, assessoren la Cambra dels Diputats en l'elaboració de la legislació.
Luxemburg és membre de l'ONU, de l'OCDE, del Consell d'Europa, de la Unió Europea i del Benelux. La seva capital és la ciutat de Luxemburg, que té 124.509 habitants (2021).
El poder judicial es basa en el sistema de llei civil. Al país hi ha 3 jutjats de pau, 2 corts del districte, un Tribunal Administratiu, un Tribunal Constitucional i el Tribunal Suprem, que inclou el Tribunal d'Apel·lacions i el Tribunal de Cassació.

### Divisions administratives
L'Estat està dividit en 12 cantons, que alhora es divideixen en 100 comunes. Dotze de les comunes tenen estatus de ciutat; la ciutat de Luxemburg és la més gran.

## Geografia
Luxemburg és un país de relleu ondulat, amb dues regions naturals ben marcades: la septentrional, o Ösling, que forma part de l'aspre massís de les Ardenes, tallat per profundes valls i solcat pels rius Sure, Our, Clerf i Wiltz, afluents del Mosel·la, que, amb el Sure i l'Our, marca la frontera oriental (el terreny, poc fèrtil, és cobert de bosc i, a l'extrem nord, de landes i torberes), i la regió centromeridional, o Gutland ('bon país'), amb relleu suau i amples valls, de conreu dens. El clima, continental, presenta diferències d'hivern entre el N i el S; als altiplans septentrionals, poc arrecerats del vent, les temperatures són rigoroses, amb mitjanes normalment sota zero (Clervaux, -1,3 °C; Echternach, -1,6 °C pel gener); contràriament, al Gutland són relativament suaus (Luxemburg, 1,6 °C pel gener). A l'estiu les temperatures són quasi uniformes a tot el país (més de 17 °C). Les precipitacions són abundants, amb màximes d'estiu i mitjanes anuals de l'ordre de 600–800 mm, i disminueixen d'oest a est.
La població originària del país, de procedència francesa i alemanya, constitueix des del punt de vista ètnic una entitat autònoma i força homogènia. Representa el 52.5% de la població, mentre que la resta és composta per estrangers, principalment portuguesos (14%) i francesos (7.4%). La majoria parla el luxemburguès, dialecte germànic, oficial des de l'any 1984. El francès, emprat principalment per l'administració, i l'alemany, emprat en el comerç i la premsa, també hi són oficials. La població urbana és del 78%. El 46% dels luxemburguesos són catòlics.

## Economia
L'agricultura ocupa el 22% de la superfície del Gran Ducat, però el sector primari absorbeix només una petita part de la població activa. Els conreus principals són els cereals (ordi, blat, civada, sègol), les patates i el farratge (bleda-rave, blat de moro farratger, etc.). Al Gutland i especialment a la vall del Mosel·la, s'hi fa vinya, fruiters (pomeres, pruneres) i roses. La ramaderia se centra en els bovins, per a carn i llet, i els porcins, per a carn.
L'economia luxemburguesa s'ha basat tradicionalment en el ferro, l'únic recurs miner fins al decenni dels vuitanta. Com que no cobria totes les necessitats del país, s'havia d'importar, i el 1981 es deixà d'extreure. Actualment s'ha d'abastar de mineral de França (83%), Suècia i el Brasil. La facilitat de disposar del carbó de les conques del Ruhr i el Saar hi ha fet possible l'establiment d'importants centres siderúrgics, sector que ocupa un dels primers llocs d'Europa, amb una producció d'acer que en una gran part és exportat. Els centres principals són al sud del país (Rodange, Differdange, Esch, Rumelange i Dudelange), i ocupen la major part de la mà d'obra immigrant.
Des del naixement del Gran Ducat, l'economia luxemburguesa ha semblat pivotar al voltant d'un sol pol i centre. I cada cop que aquest pol ha entrat en crisi, els luxemburguesos han sabut encarar la seva situació, i reorientar la seva economia.
Així,en els primers segles de vida d'aquest petit estat, el sector econòmic dominant és l'agricultura. Aquesta va ser la seva principal activitat fins al segle xiv. Més endavant, els luxemburguesos van començar a treure rendiment del fet que el seu país és territori de pas i, per tant, van abocar-se al comerç i al sector dels serveis. Van començar a dedicar-se a l'activitat comercial i de banca, tant com l'època en què vivien els permetia. Els luxemburguesos van tenir la sort de viure els corrents reformistes de prop ja des d'un principi (segle xiii) i, per tant, la seva dedicació al sector comercial i bancari també va ser anterior en altres països.
Des de llavors fins al segle xix, l'economia luxemburguesa no canvia gaire. Entre principis i mitjans del segle xix, abans de la plenitud de la revolució industrial, Luxemburg pateix una greu crisi econòmica, que fa que cap allà 1842, una cinquena part dels habitants hagin d'emigrar.
I ja des de mitjan segle xix fins als anys 60 del segle passat, la gran activitat econòmica luxemburguesa era la de l'acer. És el sector industrial principal i més emblemàtic. Durant aquest període, majoritàriament la població es dedicava a dos sectors: agricultura i indústria de l'acer (extracció, manipulació i venda). A partir dels anys 60, el sector de l'acer va patir una forta crisi que va arrossegar l'economia del país a una situació molt crítica.

### Centre financer
Arran d'aquesta crisi, el sector financer va començar a créixer exponencialment, a causa de dos fets que corren paral·lels a la història: la globalització econòmica i la lenta però progressiva formació de l'actual Unió Europea.
Luxemburg s'ha convertit en la principal plaça europea en el mercat de fons d'inversió. El creixement del centre financer de Luxemburg fa que a finals de maig de 2011 hi hagués 144 bancs presents al territori, que sumaven més de 26.000 empleats. És també el centre de banca privada més gran de la zona euro.
Actualment l'activitat financera suposa més del 35% del seu PIB.